# Navailles
Pour les articles homonymes, voir Navailles.
Navailles est une ancienne commune française du département des Pyrénées-Atlantiques. Le 8 mai 1845, la commune fusionne avec Angos pour former la nouvelle commune de Navailles-Angos.

## Géographie
Navailles, à sept kilomètres au nord de Pau, fait partie du Vic-Bilh.

## Toponymie
Le toponyme Navailles apparaît sous les formes 
Navales et castrum de Navalhes (respectivement XIIe siècle et 1205, cartulaire de Lescar), 
Navalha (1270, cartulaire du château de Pau), 
Navalliœ (1283, titres de Béarn), 
Nauvalhes et Nabalhas (respectivement 1546 et 1547, réformation de Béarn).

## Histoire
Paul Raymond note qu'en 1385, Navailles comptait soixante-et-un feux et village dépendait du bailliage de Pau.
la baronnie de Navailles
Cette baronnie, vassale de la vicomté de Béarn, était la première des grandes baronnies de Béarn et englobait Astis, une partie d'Auriac, Lasclaveries, Navailles, Saint-Armou et Saint-Peyrus.
Madeleine d'Andouins transmit cette baronnie par son alliance en 1527 (contrat du 16 mai) à son mari, Jean-Marc de Montault-Bénac. Ils furent les arrière-grands-parents du Maréchal de Navailles (créé en 1675).
la notairie de Navailhès
Navailles était le chef-lieu de cette notairie qui comprenait les communes d'Anos, Argelos, Astis, Auga, Auriac, Barinque, Buros, Carrère, Claracq, Garlède-Mondebat, Higuères-Souye, Lalonquette, Lasclaveries, Lème, Maucor, Miossens-Lanusse, Montardon, Navailles, Saint-Peyrus, Saint-Armou, Saint-Castin, Saint-Jammes, Saint-Laurent-Bretagne, Serres-Castet, Sévignacq et Viven.

## Démographie
| 1793 | 1800 | 1806 | 1821 | 1831 | 1836 |
| ---- | ---- | ---- | ---- | ---- | ---- |
| 768  | 616  | 705  | 697  | 762  | 745  |

## Culture locale et patrimoine

### Patrimoine civil
Le château de Navailles est mentionné dès 1088. Il demeure des vestiges de cette partie édifiée au XIe siècle. Le château actuel, profondément remanié au XIXe siècle conserve une tour ou donjon du XIVe siècle (Gaston Fébus) qui s’effondre le 1 février 2021 a cause des forts vents de la Tempête Justine .[réf. souhaitée]
La commune présente un ensemble de demeures et de fermes du XVIe au XIXe siècle.

### Patrimoine religieux
L'église l'Assomption-de-la-Bienheureuse-Vierge-Marie, complètement remaniée entre 1912 et 1945, date partiellement du XIIe siècle. Elle recèle du mobilier inscrit à l'Inventaire général du patrimoine culturel.

## Pour approfondir